# Communication Breakdown
Communication Breakdown – jeden z najwcześniejszych i najpopularniejszych utworów zespołu rockowego Led Zeppelin. Znalazł się na pierwszym albumie grupy. Uważany jest za pierwszy w historii nagrany i wydany utwór o wszystkich typowych cechach gatunku hard rock (z którego w prostej linii wyewoluował heavy metal, chociaż granica pomiędzy tymi gatunkami muzycznymi jest płynna). Oparty na mocnej, ekspresyjnej grze sekcji rytmicznej i chwytliwym a zarazem szokująco (jak na tamte czasy) ciężkim riffie gitarzysty Jimmy'ego Page'a. Utrzymany w szybkim tempie i okraszony dramatyczną, krzykliwą partią wokalną Roberta Planta. Stanowi kwintesencję stylu muzycznego Led Zeppelin. W 1990 nagrany przez heavymetalowy zespół Iron Maiden i wydany na singlu "Bring Your Daughter... ...To The Slaugter".